# Visiedo (kommun)
Visiedo är en kommun i Spanien.   Den ligger i provinsen Provincia de Teruel och regionen Aragonien, i den östra delen av landet, 220 km öster om huvudstaden Madrid. Antalet invånare är 145. Arean är 48 kvadratkilometer. Visiedo gränsar till Alfambra.
Terrängen i Visiedo är platt.